# Янчук Євген
Євген Янчук (псевдо: «Дуда»; нар. 1921, Богородиця, тепер Грубешівський повіт Люблінське воєводство Польща — пом. 22 серпня 1947, Верешин, тепер Грубешівський повіт Люблінське воєводство Польща) — український військовик, сотник «Вовки-2» ТВ-28 «Данилів» ВО-6 «Сян».

## Життєпис
Євген Янчук народився у 1921 році у с. Богородиця, тепер Грубешівський повіт Люблінське воєводство Польща. Командир відділів самооборони. Пізніше сотенний «Вовки-2» ТВ-28 «Данилів» ВО-6 «Сян».
Був поранений у руку під час бою у селі Набруж Томашівського повіту.
Загинув 22 серпня 1947 року в бою з емдебістами під селом Верешин. Похований на цвинтарі в селі Шиховичі.